# Стинька
Хребет Стинька — гірський масив в Україні. Розташований у Закарпатській області, в західній частині країни, 600 км на захід від Києва, столиці країни.